# Carsten Jancker
Carsten Jancker (Grevesmühlen, 28 augustus 1974) is een voormalig Duitse voetballer. Hij speelde voor de nationale ploeg van Duitsland op Euro 2000 en het WK 2002. Tot 2010 speelde hij in Oostenrijk, voor SV Mattersburg. Nadien werd hij trainer.

## Carrière
Jancker begon zijn professionele carrière bij 1. FC Köln. In 1993 maakte hij voor die club zijn debuut in de Bundesliga.
In 1995, hij was toen pas 21 jaar oud, werd Jancker verkocht aan Rapid Wien. Bij deze club maakte Jancker zeven goals in de competitie en ook zeven in de Europacup II. In de halve finale van de Europacup II in 1996 scoorde hij in twee wedstrijden drie keer tegen Feyenoord. Hij werd ook topscorer van dit toernooi en verdiende daarmee na één seizoen al een transfer naar Bayern München.
Bij de Duitse topclub had Jancker de meest succesvolle periode uit zijn loopbaan. Hij won vier keer de Bundesliga en één keer de Champions League. Samen met de Braziliaan Giovane Élber vormde Jancker een gevreesd duo in de spits. Hij scoorde vaak en dat viel ook de toenmalige Duitse bondscoach, Erich Ribbeck, op. Hij selecteerde Jancker dan ook voor Euro 2000.
Helaas voor Jancker en voor Duitsland kon de spits voor het nationale team nooit zo goed spelen als voor Bayern. Misschien was dit omdat hij bij de nationale ploeg niet zo'n goede partner naast zich had lopen als Élber. Ook al kon hij nooit echt indruk maken in dienst van Die Mannschaft, hij werd toch opgeroepen voor het WK 2002. Vlak na dit toernooi viel hij echter definitief af en daarna werd hij nooit meer geselecteerd.
In hetzelfde jaar, 2002, vertrok Jancker na zes jaar dienst bij Bayern München. Hij begon aan zijn tweede buitenlandse avontuur. Waar hij bij Rapid Wien nog succesvol was en een transfer naar Bayern München verdiende, was hij minder succesvol in Italië, bij Udinese. In twee jaar speelde hij 36 wedstrijden en scoorde hij slechts twee keer. Men zei dat Jancker te langzaam en te voorspelbaar was voor de Serie A.
Jancker ging wederom terug naar zijn vaderland, maar ook bij 1. FC Kaiserslautern werd het geen succes. In 30 wedstrijden scoorde de spits vijf goals. Kaiserslautern degradeerde en Jancker vertrok naar Shanghai Shenhua in China. Na zeven matige wedstrijden en geen goals werd het contract van Jancker ontbonden en tekende hij een contract voor SV Mattersburg uit Oostenrijk. In 2010 hing hij zijn schoenen definitief aan de haak.

## Interlandcarrière
| Interlanddoelpunten | Interlanddoelpunten | Interlanddoelpunten | Interlanddoelpunten               | Interlanddoelpunten | Interlanddoelpunten | Interlanddoelpunten | Interlanddoelpunten |
| #                   | Datum               | Locatie             | Wedstrijd                         | Goal(s)             | Score               | Uitslag             | Wedstrijd           |
| ------------------- | ------------------- | ------------------- | --------------------------------- | ------------------- | ------------------- | ------------------- | ------------------- |
| 1                   | 03/06/2000          | Nuremberg           | Duitsland – Tsjechië              | 38'                 | 1 – 0               | 3 – 2               | Oefeninterland      |
| 2                   | 07/06/2000          | Freiburg            | Duitsland – Liechtenstein         | 83'                 | 6 – 2               | 8 – 2               | Oefeninterland      |
| 3                   | 07/06/2000          | Freiburg            | Duitsland – Liechtenstein         | 88'                 | 8 – 2               | 8 – 2               | Oefeninterland      |
| 4                   | 02/06/2001          | Helsinki            | Finland – Duitsland               | 72'                 | 2 – 2               | 2 – 2               | WK-kwalificatie     |
| 5                   | 15/08/2001          | Boedapest           | Hongarije – Duitsland             | 46'                 | 0 – 3               | 2 – 5               | Oefeninterland      |
| 6                   | 01/09/2001          | München             | Duitsland – Engeland              | 6'                  | 1 – 0               | 1 – 5               | WK-kwalificatie     |
| 7                   | 09/05/2002          | Freiburg            | Duitsland – Koeweit               | 77'                 | 7 – 0               | 7 – 0               | Oefeninterland      |
| 8                   | 01/06/2002          | Sapporo             | Duitsland – Saoedi-Arabië         | 45'                 | 4 – 0               | 8 – 0               | WK-eindronde        |
| 9                   | 21/08/2002          | Sofia               | Bulgarije – Duitsland             | 57'                 | 2 – 2               | 2 – 2               | Oefeninterland      |
| 10                  | 11/10/2002          | Sarajevo            | Bosnië en Herzegovina – Duitsland | 56'                 | 1 – 1               | 1 – 1               | Oefeninterland      |

## Erelijst
- Kampioen van Oostenrijk: 1996
- Kampioen van Duitsland: 1997, 1999, 2000 en 2001
- DFB Ligapokal: 1997, 1998, 1999 en 2000
- DFB Pokal: 1998 en 2000
- Champions League: 2001, finalist in 1999
- Wereldkampioenschap voor clubs: 2001
- Europees Kampioenschap onder 16: Finalist in 1991
- UEFA Cup:1996
- Europese Supercup: Finalist in 2001
- Wereldkampioenschap voetbal: Finalist in 2002